# Jurica Grgec
Jurica Grgec (Varaždin, 1º settembre 1992) è un ex calciatore croato, di ruolo centrocampista.

## Carriera

### Club
Cresciuto nel settore giovanile del Varaždin, ha esordito in prima squadra il 21 maggio 2011 disputando l'incontro di Prva hrvatska nogometna liga vinto 3-0 contro l'Inter Zaprešić.
Il 12 agosto 2020 viene acquistato a titolo definitivo dalla squadra croata del Varaždin.

## Statistiche

### Presenze e reti nei club
Statistiche aggiornate al 16 febbraio 2021.
| Stagione        | Squadra            | Campionato      | Campionato | Campionato | Coppe nazionali | Coppe nazionali | Coppe nazionali | Coppe continentali | Coppe continentali | Coppe continentali | Altre coppe | Altre coppe | Altre coppe | Totale | Totale |
| Stagione        | Squadra            | Comp            | Pres       | Reti       | Comp            | Pres            | Reti            | Comp               | Pres               | Reti               | Comp        | Pres        | Reti        | Pres   | Reti   |
| --------------- | ------------------ | --------------- | ---------- | ---------- | --------------- | --------------- | --------------- | ------------------ | ------------------ | ------------------ | ----------- | ----------- | ----------- | ------ | ------ |
| mag. 2011       | Varaždin           | 1. HNL          | 1          | 0          | CC              | 0               | 0               | -                  | -                  | -                  | -           | -           | -           | 1      | 0      |
| 2011-2012       | Varaždin           | 1. HNL          | 13         | 0          | CC              | 1               | 0               | UEL                | 5                  | 0                  | -           | -           | -           | 19     | 0      |
| Totale Varaždin | Totale Varaždin    | Totale Varaždin | 14         | 0          |                 | 1               | 0               |                    | 5                  | 0                  |             | -           | -           | 20     | 0      |
| 2012-2013       | Zelina             | 2. HNL          | 24         | 2          | CC              | 3               | 0               | -                  | -                  | -                  | -           | -           | -           | 27     | 2      |
| 2013-2014       | Zelina             | 2. HNL          | 27         | 10         | CC              | 1               | 0               | -                  | -                  | -                  | -           | -           | -           | 28     | 10     |
| Totale Zelina   | Totale Zelina      | Totale Zelina   | 51         | 12         |                 | 4               | 0               |                    | -                  | -                  |             | -           | -           | 55     | 12     |
| 2014-2015       | Pafos              | BK              | ?          | ?          | CC              | 0               | 0               | -                  | -                  | -                  | -           | -           | -           | ?      | ?      |
| 2015-2016       | Pafos              | AK              | 27         | 1          | CC              | 4               | 0               | -                  | -                  | -                  | -           | -           | -           | 31     | 1      |
| Totale Pafos FC | Totale Pafos FC    | Totale Pafos FC | 27+        | 1+         |                 | 4               | 0               |                    | -                  | -                  |             | -           | -           | 31+    | 1+     |
| 2016-2017       | Maccabi Sha'arayim | LL              | 34         | 2          | CI              | 1               | 0               | -                  | -                  | -                  | -           | -           | -           | 35     | 2      |
| 2017-2018       | Nazareth Illit     | LL              | 35         | 1          | CI              | 0               | 0               | -                  | -                  | -                  | -           | -           | -           | 35     | 1      |
| 2018-2019       | Hapoel Afula       | LL              | 22         | 1          | CI              | 2               | 1               | -                  | -                  | -                  | -           | -           | -           | 24     | 2      |
| 2019-2020       | Urartu             | BC              | 19         | 0          | CA              | 4               | 0               | -                  | -                  | -                  | -           | -           | -           | 23     | 0      |
| 2020-2021       | Varaždin           | 1. HNL          | 14         | 1          | CC              | 0               | 0               | -                  | -                  | -                  | -           | -           | -           | 14     | 1      |
| Totale carriera | Totale carriera    | Totale carriera | 216+       | 18+        |                 | 16              | 1               |                    | 5                  | 0                  |             | -           | -           | 237+   | 19+    |

## Palmarès

### Club

#### Competizioni nazionali
- Coppa Toto Leumit: 1

Maccabi Sha'arayim: 2016-2017